# Pygathrix
Doucs
Genre
Pygathrix constitue un genre de mammifères primates de la famille des Cercopithecidae. Ces singes sont originaires d'Asie du Sud-Est.

## Dénominations
Ces singes sont appelés collectivement « doucs » d'après leur membre principal, le Douc (Pygathrix nemaeus). Pour des raisons historiques, les termes « rhinopithèques » et « semnopithèques » peuvent être rencontrés dans la littérature.

## Classification
La classification scientifique de ces singes a connu de nombreux bouleversements au fil des siècles est ne fait pas l'unanimité des spécialistes.
Le douc est le premier colobiné à avoir été décrit. Il est déjà mentionné dans l'Histoire naturelle de Buffon et Carl von Linné l'inclut tardivement dans sa classification sous le nom Simia nemaeus. D'abord considéré comme un cercopithèque, le douc est déplacé dans le nouveau genre Pygathrix par Geoffroy Saint-Hilaire en 1812, qui constate notamment l'absence de callosités fessières. Ces observations ayant été jugées inexactes en raison de la mauvaise qualité du spécimen analysé, le genre Pygathrix est abandonné pendant plus d'un siècle et le douc classé avec les autres colobinés asiatiques parmi les semnopithèques.
En 1872, Alphonse Milne-Edwards décrit le genre Rhinopithecus pour y classer la nouvelle espèce Semnopithecus roxellana que la quasi absence de nez éloigne des autres semnopithèques.
Le genre Rhinopithecus a été inclus dans Pygathrix par Groves (1970), Szalay & Delson (1979) et McKenna & Bell (1997), mais Jablonski & (Peng 1993) et Groves (2001) ont finalement réhabilité ce genre et l'ont à nouveau distingué de Pygathrix, ne laissant que quelques espèces dans ce dernier. 

### Liste des espèces
Selon la troisième édition de Mammal Species of the World de 2005 :
- Pygathrix nemaeus (Linnaeus, 1771) - le Douc[2] ou Douc à pattes rouges[3]
- Pygathrix nigripes (Milne-Edwards, 1871) - le Rhinopithèque aux pieds noirs[2] ou Douc à pattes noires
- Pygathrix cinerea Nadler, 1997 - le Douc à pattes grises